# Bűnbánó Szent Mária Magdolna-templom (Somogyvár)
A Bűnbánó Szent Mária Magdolna-templom Somogyvár műemlék római katolikus temploma.

## Története és leírása
A több száz éves somogyvári bencés kolostor a török megszállás alatt jórészt elpusztult, megmaradt köveit a lakosság hordta el építőanyagnak. A település plébániáját a törökök kiűzése után, 1688-ban Széchényi György érsek szervezte újjá, és 1721-ben új, fatalpas, sárral tapasztott sövényfalú templom is épült, amibe azonban 1792. július 13-án hajnalban belecsapott a villám, amitől tornya és teteje leégett, harangjai pedig megsemmisültek. Az 1826-ban a faluba érkező Paál József plébános később így írt a templomról: „Ami a szentegyházat illeti, ez kívül-belül rongyos és az összerokkanáshoz közeledett”. Gróf Széchenyi Lajos kegyúr saját költségéből építtette fel az új, ma is álló templomot: a munkálatok 1836. május 16-án kezdődtek, a felszentelésre 1842. január 27-én került sor. Az építkezéshez kisebb részben a régebbi templom tégláit, nagyobb részben a régi bencés apátság köveit használták fel.
Az új templom berendezésére azonban nem maradt pénz, ezért egy ideig üresen állt. Széchenyi gróf és a lakosság összefogásának eredményeképpen végül be tudtak szerezni egy szószéket és egy főoltárt Bécsből, valamint egy márvány keresztelőkutat Pécsről. A Mária Magdolnát ábrázoló főoltárkép a Habsburg család ajándékaként került a templomba, a barokk orgona pedig Kőnig Fülöp soproni műhelyéből érkezett. Ez az országosan is egyedülálló, kétmanuálos, tizenhatregiszteres orgona 2015-ben elnyerte az Örökségünk – Somogyország Kincse díjat is.
A templom előtt álló, fafaragványokkal díszített stációkkal rendelkező kálváriát Miskey Nándor kőművesmester készítette a 20. század elején közadakozásból összegyűjtött pénzből, 1955-ben felújították. 1911-ben Sopronból, a Seltenhoffer Frigyes fiai cégtől két új harangot rendeltek, ám a harangokat 1916. augusztus 14-én háborús célokra lefoglalták és elvitték. 1928-ra már pótolták a harangokat, de a második világháborúban újra elvittek egyet, ezúttal a kisharangot.
A belső festést 1958-ban készítette Mór József tapolcai festőművész, Soós István mester és Szántay Imre segéd; előtte a falak fehérre voltak meszelve. A szentély képe a magyar szentek hódolatát ábrázolja a Magyarok Nagyasszonya előtt, valamint egy aratási jelenet és a falu népét és papját ábrázoló jelenet is látható rajta. Az oltár fölött félkör alakban a hét szentség jelenik meg, a diadalív közepén az isteni bárány, oldalt pedig a négy evangélista. A templomhajó falain Somogyvár története elevenedik meg: az első boltív képén Szent István Koppány felett aratott győzelmét láthatjuk, a középső boltívben Szent László szerepel, amint aláírja a bencés apátság alapítólevelét, a hátsó ívben pedig Somogyvár régi látképe a bazilikával és három templommal, az égen ezen templomok védőszentjeivel, középen Jézussal.
1983 szeptemberétől 1984. június 2-ig felújítási munkálatok zajlottak a templomon, majd valamikor 2011 és 2013 között ismét felújították.
1992. október 23-án a helyi hívek egy része és a KDNP helyi szervezete emléktáblát helyezett el a templom falán a több évet Somogyváron töltött Vitéz Somogyváry Gyula író, országgyűlési képviselő emlékére.

## Képek

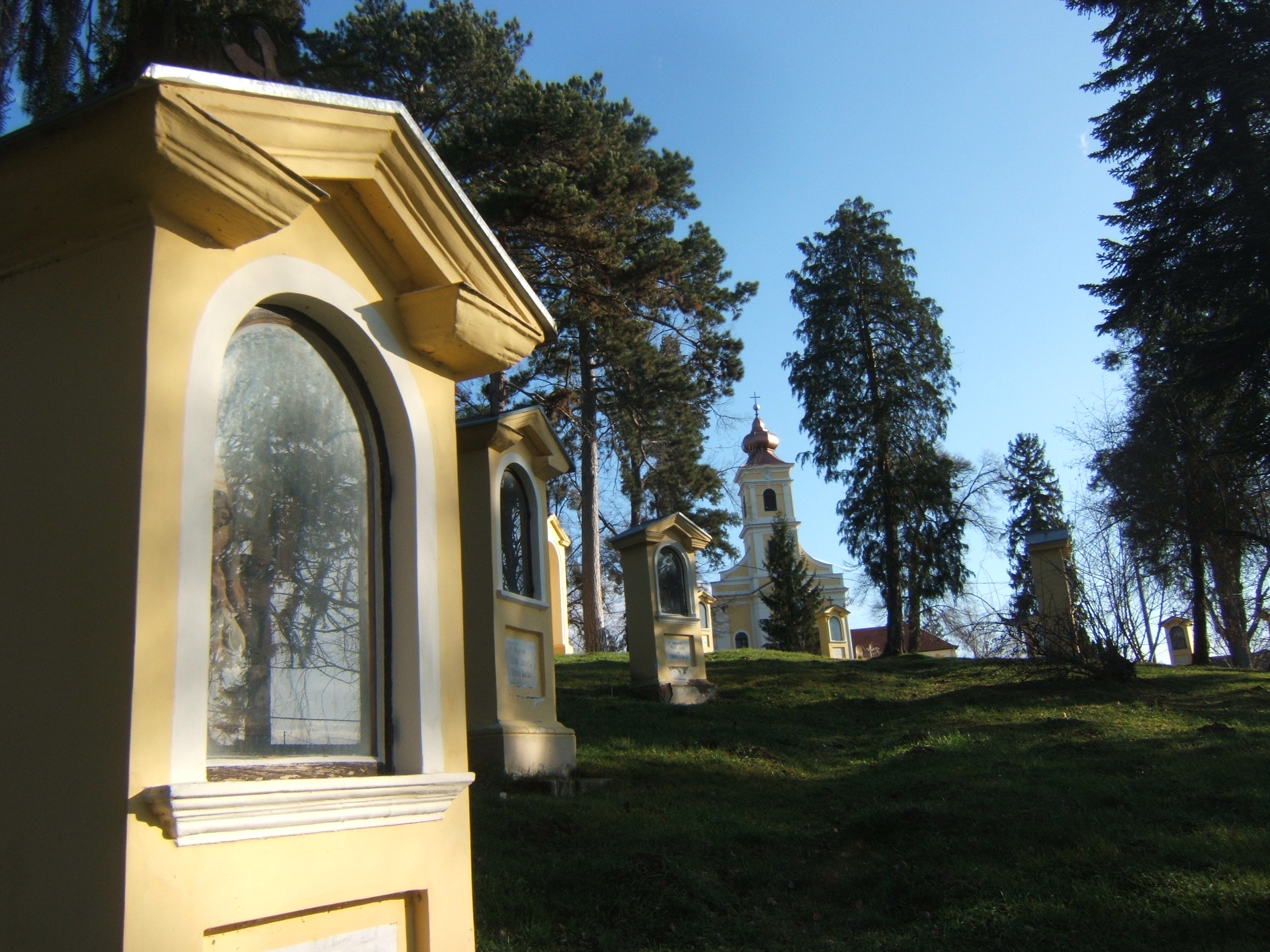
A kálvária és a templom
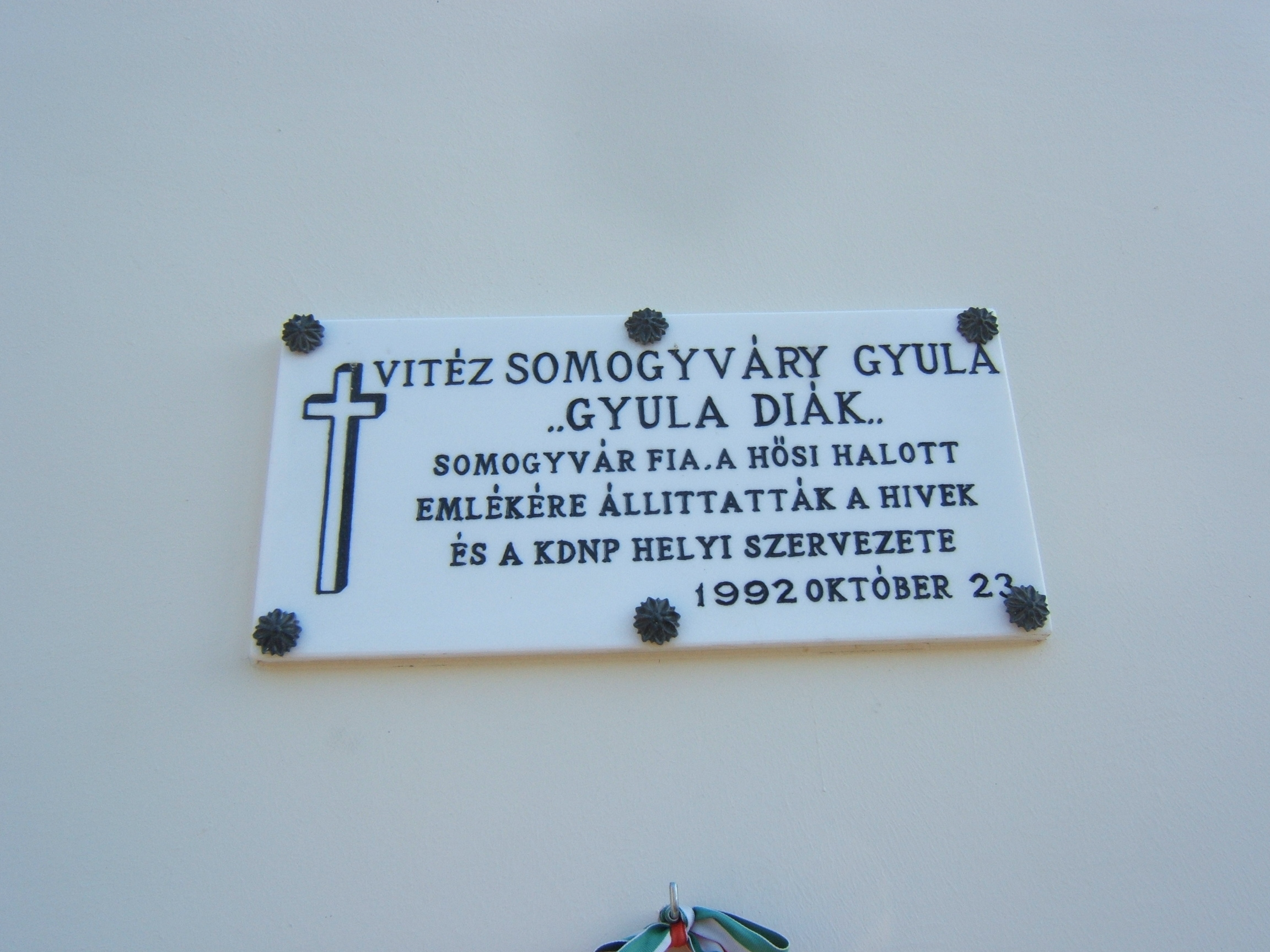
Vitéz Somogyváry Gyula emléktáblája a templom falán
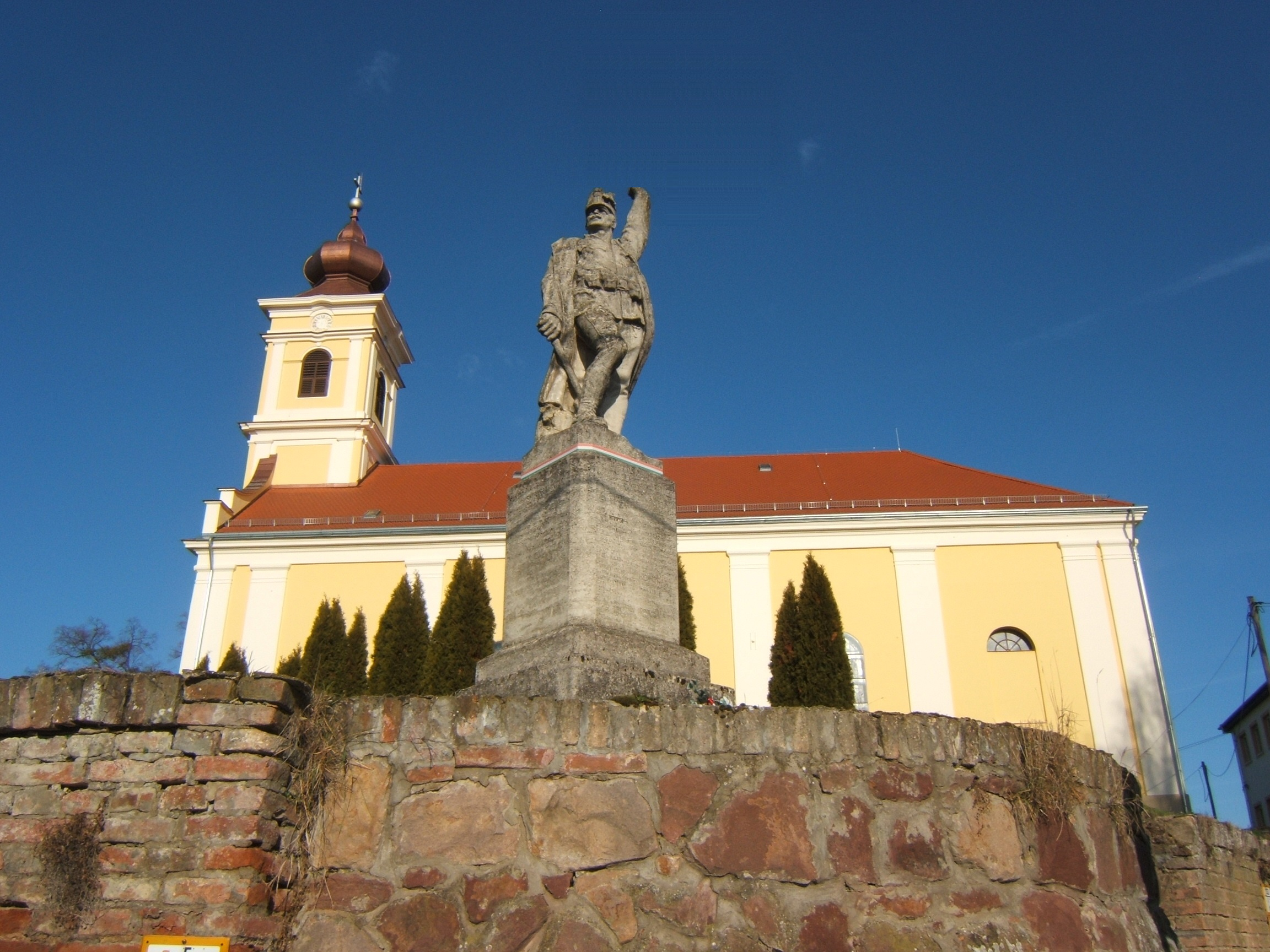
Világháborús emlékmű és a templom
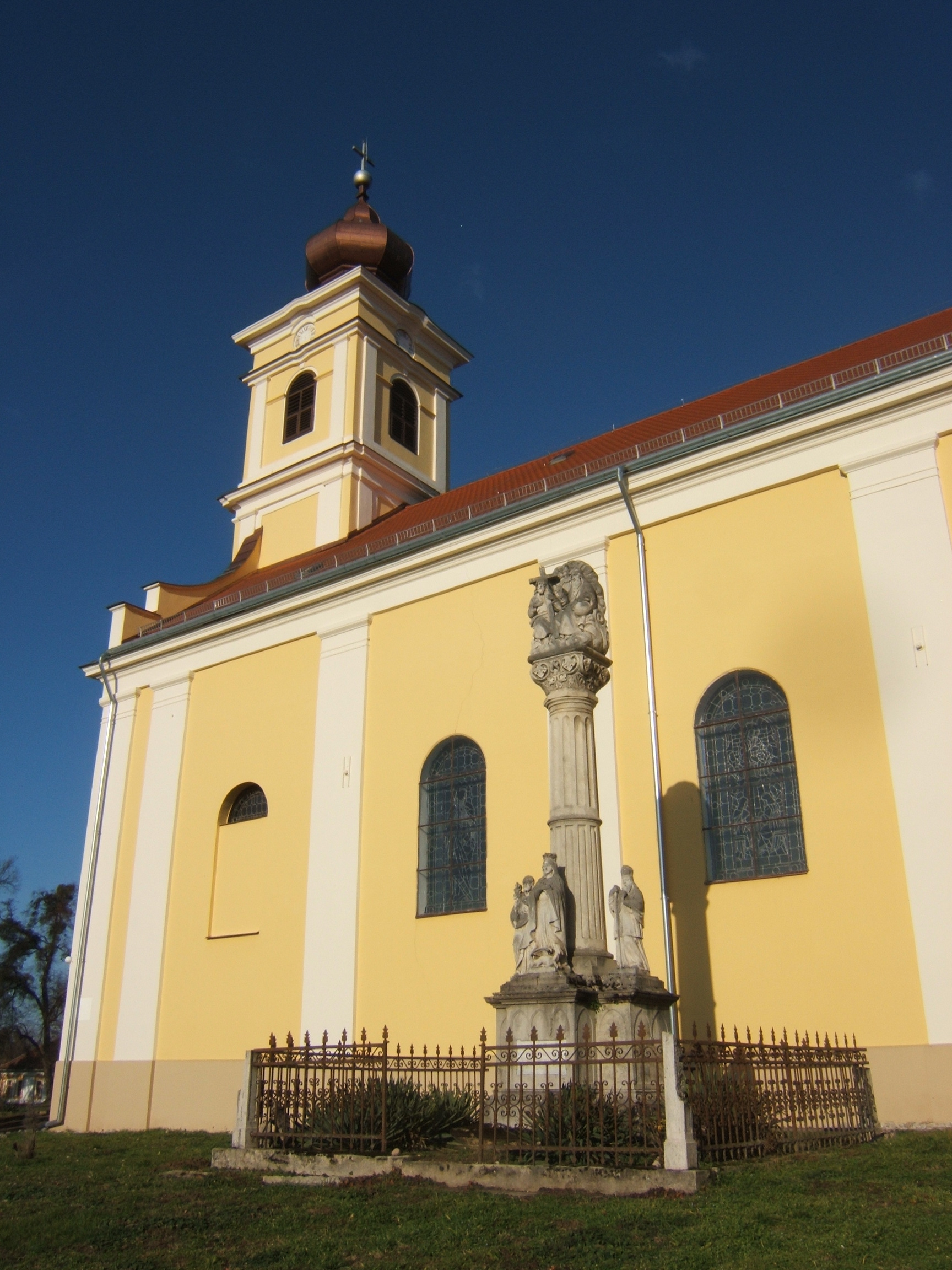
A szentháromság-szobor